# Hypodistoma
Hypodistoma is een geslacht uit de familie Holozoidae en de orde Aplousobranchia uit de klasse der zakpijpen (Ascidiacea).

## Soorten
- Hypodistoma deerratum (Sluiter, 1895)
- Hypodistoma mirabile (Kott, 1972)
- Hypodistoma palauense Tokioka, 1970
- Hypodistoma vastum (Millar, 1962)

Niet geaccepteerde soorten:
- Hypodistoma deeratum (Sluiter, 1895) → Hypodistoma deerratum (Sluiter, 1895)
- Hypodistoma deerrata (Sluiter, 1895) → Hypodistoma deerratum (Sluiter, 1895)
- Hypodistoma ianthinum (Sluiter, 1909) → Exostoma ianthinum (Sluiter, 1909)